# Littérature du IXe siècle
Littérature du VIIe siècle - Littérature du VIIIe siècle - Littérature du IXe siècle - Littérature du Xe siècle - Littérature du XIe siècle

## Événements
- 796-834 : dans le scriptorium de l’abbaye Saint-Martin-de-Tours dirigé par Alcuin (796-804), puis par son successeur et élève Fridugise (804-834), les moines recopient des Bibles et des manuscrits de l’antiquité en minuscule caroline, qui atteint son apogée[1].
- Vers 800 : 
  - dans l'Empire carolingien le besoin de livres sacrés après la promulgation de l’Admonitio generalis en 789, entraîne la multiplication des ateliers de miniaturistes et d'ivoiriers[2] notamment à Saint-Denis, Tours, Metz, Corbie, Aix-la-Chapelle et Fulda. Il produisent des manuscrits enluminés de grande qualité, comme l’Évangéliaire de Godescalc, les Évangiles du groupe d’Ada, le psautier de Dagulf, l’Évangéliaire de Saint-Riquier, le Codex Aureus Harley, l'Évangéliaire de Lorsch, les Évangiles du couronnement de Vienne[3]...
  - Charlemagne ordonne de faire le recueil des chants germaniques, dont le manuscrit a été perdu[4].

- 832 : fondation à Bagdad d’une université avec un institut officiel de traduction sous l’impulsion d’Al-Mamun, une « maison de la sagesse » (Bayt al-hikma), sur le modèle des bibliothèques hellénistiques, qui attire les savants (astronomes, mathématiciens, penseurs, lettrés, traducteurs). Des textes grecs (philosophie et science), pehlvis et indiens sont traduits et mis à la disposition des musulmans. Les traductions s’accompagnent de réflexions et de commentaires, et une forme nouvelle de littérature apparaît[5].
- 832-848 : Le philosophe al-Kindi est employé comme traducteur, astrologue et encyclopédiste par al-Ma'mun et ses successeurs al-Mu'tassim et al-Wāt̠iq dont il est le précepteur et le conseiller (ses œuvres couvrent les sciences grecques, persanes et indiennes). Il nie l’opposition entre la philosophie (falsafa) et la Révélation prophétique. Il est l’auteur de nombreux ouvrages scientifiques[6]. Il tombe en disgrâce en 848 sous le calife al-Mutawakkil qui rejette le mutazilisme[7].

- Vers 835 : copie dans l’atelier du monastère du Stoudion du plus ancien manuscrit grec connu en minuscule, un Évangéliaire daté de 835. L’écriture minuscule grecque remplace l’onciale à Byzance[8].
- Vers 846-847 : Charles II le Chauve nomme le philosophe irlandais Jean Scot Érigène maitre de l'école du Palais et le charge en de 860-862 de traduire en latin les ouvrages néoplatoniciens du Pseudo-Denys l'Aréopagite[9].

- 857-873/877 : Hunayn ibn Ishaq succède à Yahya ibn Masawaih (mort en 857) comme directeur de la maison de la sagesse à Bagdad. Chrétien nestorien d’origine arabe, il traduit en arabe plusieurs textes grecs scientifiques et philosophiques, le plus souvent à partir de manuscrits syriaques, dont la majeure partie de l’œuvre de Galien et d’Hippocrate, une partie des œuvres d’Aristote et de Platon etc. Il  traduit également en arabe la version des Septante de l'Ancien Testament. Son fils Ishaq (mort en 910) et son neveu Hubaysh ibn al-Hassan sont eux aussi de grands traducteurs[10],[11].

- Vers 862-863 : Cyrille et Méthode inventent l'alphabet slave glagolitique[12].

- 867 : début de la Renaissance macédonienne dans l'Empire byzantin[13]. L'Enluminure byzantine connait son plein essor entre la fin du IXe et le XIIe siècle.

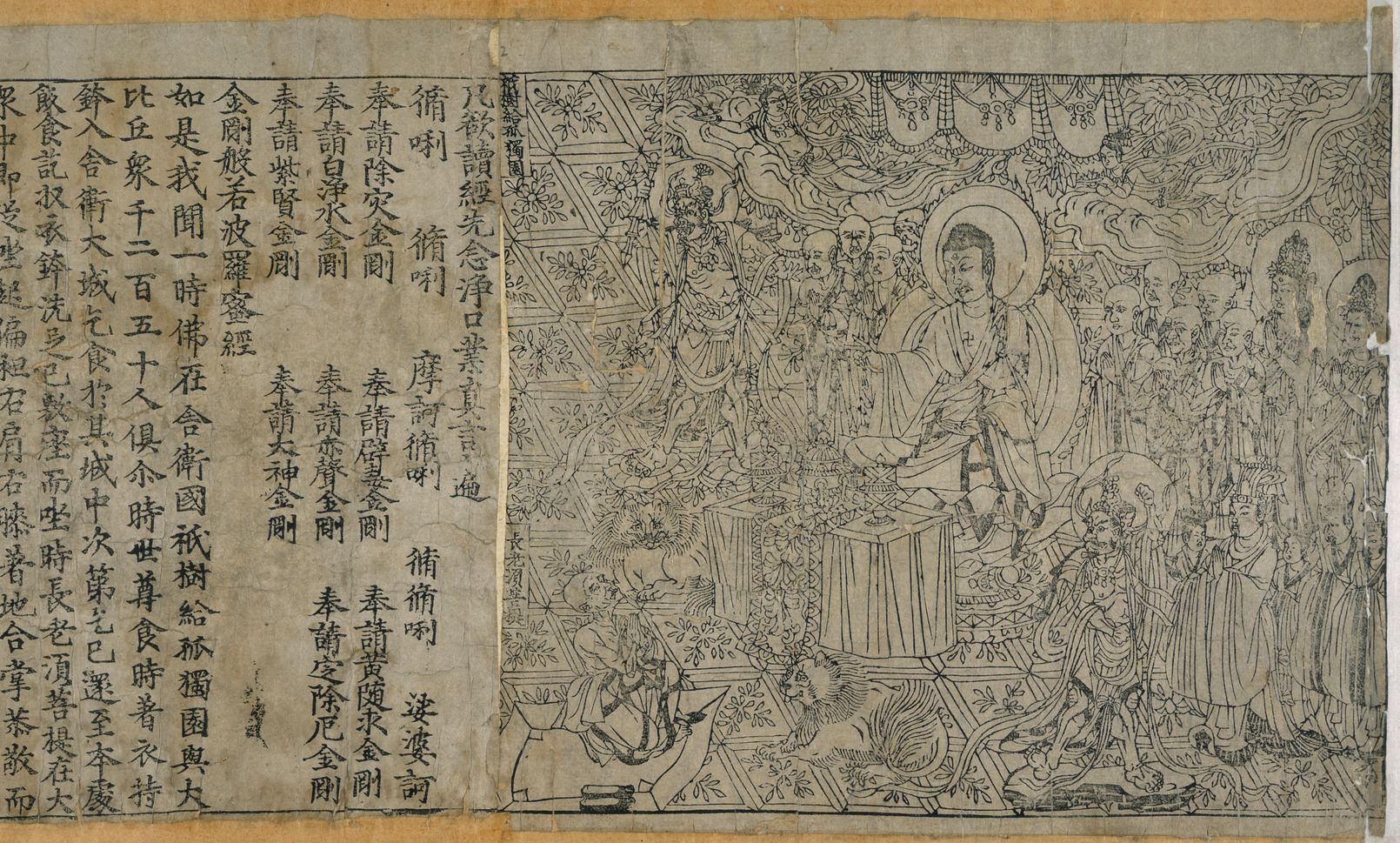
Frontispice du Sūtra du Diamant

- 11 mai 868 : Sūtra du Diamant, le plus ancien livre imprimé daté, découvert dans les grottes de Mogao de Dunhuang[14].

- Vers 872 : l’historien islandais du XIIIe siècle Snorri mentionne les scaldes à la cour de Harald Ier Haarfarger[15]. La poésie scaldique célèbre le plus souvent les exploits des puissants. Les scaldes, qui appartiennent en général à l’aristocratie, voyagent de cour en cour. Ils deviennent parfois des conseillers écoutés des rois. D’autres mènent une vie aventureuse aux côtés des Vikings.

## Œuvres majeures

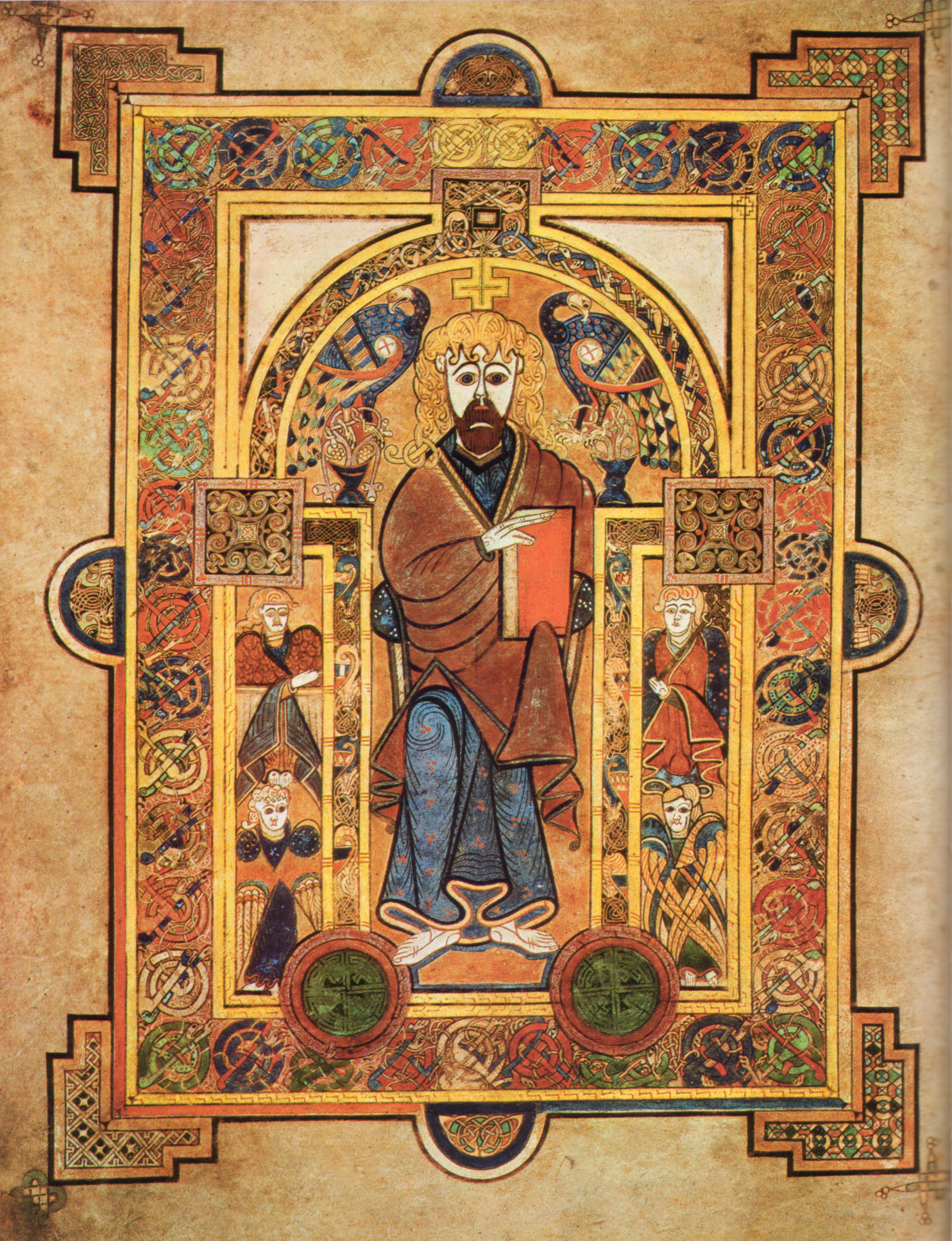
Livre de Kells, folio 32.

- Vers 800 : Livre de Kells, chef-d’œuvre de l’art celtique irlandais[16]. C’est un recueil enluminé d’évangiles latins accompagnés de textes irlandais.

- Vers 804/806 : rédaction des Annales Mettenses priores, probablement à Chelles par la volonté de l’abbesse Gisèle, sœur de Charlemagne[17].

- 806-811 : Georges le Syncelle écrit Ekloge chronographias, une histoire du monde sous forme de table chronologique[18].

- Vers 807 : compilation du Livre d'Armagh[19].

- 810-815 : rédaction en grec de la Chronographie de Théophane le Confesseur sur la période 284-813 ; elle est traduite en latin par Anastase le Bibliothécaire entre 873 et 878[20]. Elle reprend la chronographie de Georges le Syncelle arrêté en 284. Avec Nicéphore, il est la seule source pour l'histoire byzantine pour une période qui va de 602 au IXe siècle.
- 812 : promulgation du Capitulaire De Villis, pour réglementer la culture des plantes dans les domaines carolingiens[21].

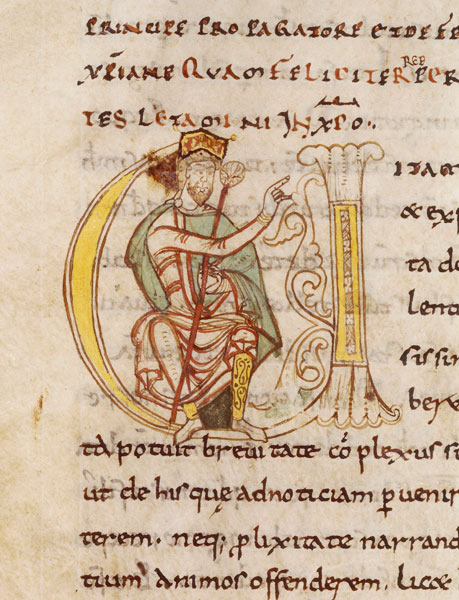
Lettrine historiée tirée de la Vita Karoli Magni. Charlemagne assis. Abbaye Saint-Martial de Limoges, vers 1050

- 817-821/822 : le chroniqueur franc Eginhard écrit La vie de Charlemagne (Vita Karoli Magni), dont il avait été le secrétaire. Elle est mentionnée dans le catalogue de Reichenau de 821/822[22]. En 828, il écrit le récit humoristique d'un vol de reliques à Rome[23].

- Vers 820 : le savant byzantin Nicéphore publie une chronologie de l'histoire du monde[24].

- 821-822 : Vie de Saint Philaretos (en), rédigée par le moine Nikétas[25].

- Vers 825-827 et 829 : l'évêque de Lisieux, Fréculf, rédige une Histoire universelle  en deux parties[26], chroniques dédiées au chancelier Hélisachar[27].

- Vers 830 :
  - rédaction du Chant de Hildebrand[28].
  - première mention de l’histoire d’Arthur dans l’Histoire des Bretons, de Nennius[29].

- Vers 830-840 : traduction en arabe des Réfutations sophistiques et de la Métaphysique d'Aristote[30].
- Vers 830-850 : composition de l'Heliand, poème en allemand sur la vie du Christ[31].

- Vers 836 : les chants du désert et les chants populaires arabes sont recueillis dans la Hamasa par le poète Abū Tammām[32].

- 841-843 : Dhuoda, épouse de Bernard de Septimanie, écrit le Liber manualis, recommandations de la mère à son fils, premier traité d’éducation connu[33].
- 842-846 : De universo ou De rerum naturis (« De la Nature des choses »)[34], encyclopédie en 22 tomes de Raban Maur assemblée sur la base des Etymologiæ d’Isidore de Séville.

- Vers 843 : début de la rédaction de la « Bibliothèque » de Photios Ier de Constantinople, inventaire et analyse de 279 ouvrages[35].
- 844 : l'abbé de Corbie Radbert publie son traité sur l'eucharistie De corpore et sanguine Domini, rédigé en 831, dans lequel il déclare que le vin et le pain dans la sainte Cène sont le sang et la chair du Christ[36].

- 851 : De divina praedestinatione, traité de Jean Scot Érigène rédigé à la demande d'Hincmar de Reims qui réfute la doctrine de la double prédestination de Gottschalk[9].
- 854-859 : Faḍīḥat al-Mu‘tazila (« L'ignominie des Mutazilistes »), ouvrage rédigé par Ibn al-Rawandi, un ancien mutazilite qui nie la réalité de la prophétie de Mahomet et la valeur probante de l’inimitabilité du Coran qui l’appuie[37]. Il doit s’enfuir de Bagdad et serait mort en 860 à Al-Rahba, sur l’Euphrate (ou en 912 selon certaines sources) ; son ouvrage le plus connu est le Kitāb al-Zummurrud (« Livre de l'émeraude ») dans lequel il critique les prophètes, les rites et la loi religieuse[38].

- 864-866 : Jean Scot Érigène rédige le Periphyseon ou De divisione naturae (Sur la division de la Nature, œuvre qui souscrit à la doctrine du panthéisme[9]. Érigène rejette la croyance de l’orthodoxie chrétienne dans la création de l’univers ex nihilo. Le monde de l’espace et du temps est la manifestation des idées contenues dans l’esprit de Dieu, point culminant de toute évolution. Comme il n’a pas soumis ses écrits à l’approbation du pape Nicolas Ier, il doit chercher refuge à la cour de Charles le Chauve, où il reste jusqu’à la mort du roi en 877.

- 868 : Ratramne de Corbie compose à la demande du pape Nicolas Ier Contra Graecorum opposita (publié en 868) qui défend le Filioque, le célibat des prêtres et la primauté de Rome[39].
- Vers 870 : Pierre de Sicile écrit l'Histoire des Pauliciens[40].

- 871-899 : traduction des Écritures, des ouvrages patristiques, des œuvres de Boèce et de l’Histoire ecclésiastique de Bède le Vénérable en vieil anglais à la cour d'Alfred le Grand[41].

- 882 : l'archevêque Hincmar de Reims écrit De ordine palatii, une description du palais et des institutions carolingiennes[42].

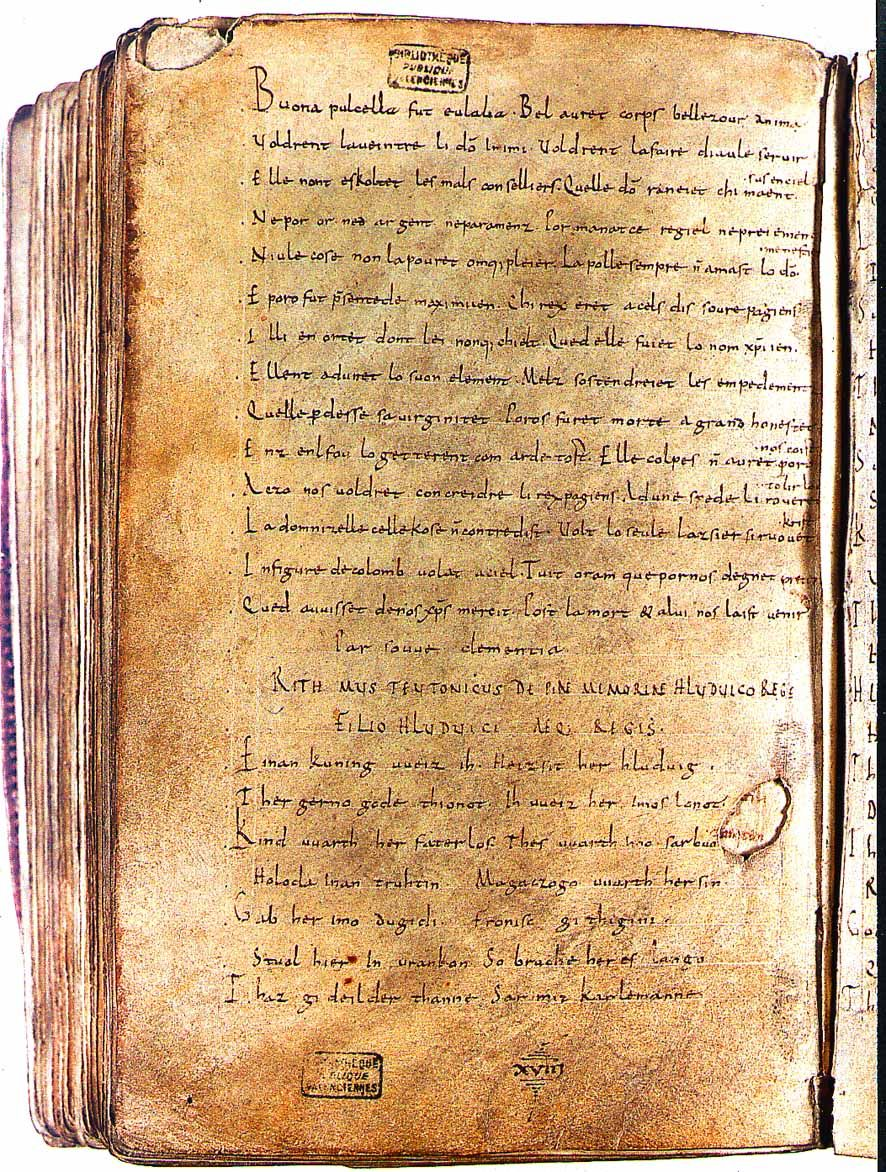
Séquence de sainte Eulalie.

- Vers 880-881 : rédaction du premier texte littéraire écrit en roman, l'ancêtre de la langue d'oïl, la Séquence de sainte Eulalie, près de Valenciennes[43]. Le texte est un hymne religieux (cantilène) probablement chanté à l’aide d’une partition[44].
- Vers 881-882 : rédaction du Ludwigslied  (« la chanson de Louis »), poème composé en vieux haut allemand à l'occasion de la victoire de Louis III  à Saucourt sur les Normands[45].
- 883-887: un moine de Saint-Gall, Notker le Bègue (« Balbulus ») rédige entre décembre 883 et mai 887 une biographie de Charlemagne, les Gesta Karoli Magni[46].

- 887 : arrêt des dernières histoires officielles au Japon (Rikkokushi, les Six Histoires nationales)[47].
- Vers 890 : 
  - traduction en anglo-saxon des Consolation de la philosophie de Boèce par le roi Alfred de Wessex[48].
  - début de la rédaction de la chronique anglo-saxonne : Alfred le Grand, roi du Wessex ordonne de rassembler les documents historiques antérieurs à son règne (écrits en latin) et de faire rédiger systématiquement les événements concernant l’Angleterre sous son autorité (en anglo-saxon). La chronique de Parker, sa version principale, est rédigée par un clerc jusqu’en 891. La tradition se perpétue sous les successeurs d'Alfred jusqu'en 1154[49].
- 892 : compilation par le moine bouddhiste Shōjū du Shinsen Jikyō (en) (« Miroir de caractères récemment choisis »), dictionnaire sino-japonais avec mention du son, du ton et du sens des idéogrammes chinois, complété entre 898 et 901[50].
- Vers 897 : le moine Abbon de Saint-Germain-des-Prés compose Bella Parisiacae urbis, un récit en vers du siège de Paris de 885-887 par les Vikings[51].

## Naissances
- 805 : Loup de Ferrières, abbé, théologien et pré-humaniste.
- 825 : Ariwara no Narihira, poète japonais.
- 865 : Abû Bakr al-Râzî.
- 872 : Al-Farabi, philosophe persan.

## Décès
- mai 804 : Alcuin, abbé, théologien, savant, pédagogue, réformateur germanique et grand serviteur de Charlemagne.
- 821 : Théodulf d'Orléans, évêque d'Orléans, théologien, savant, poète et Missi dominici de Charlemagne.
- 840 : Éginhard, biographe et homme de confiance de Charlemagne.
- février 856 : Raban Maur, archevêque de Mayence et théologien germanique.
- 862 : Loup de Ferrières, abbé, théologien et pré-humaniste.